# Gi-Fi
Gi-Fi, chiamata anche gigabit wireless, indica le comunicazioni wireless che raggiungono una velocità di trasmissione superiore a un gigabit al secondo.
Dal 2004 il termine Gi-Fi trova impiego nella stampa commerciale per indicare gli standard più veloci dell'IEEE 802.11 che sono commercializzati con il marchio del Wi-Fi.
Nel 2008 i ricercatori del National ICT Australia Limited dell'Università di Melbourne realizzarono un ricetrasmettitore all'interno di un singolo chip che con processore CMOS a 60 gigahertz riusciva a trasferire in modalità wireless un flusso di dati audio e video fino a 5 gigabit al secondo, pari a dieci volte la velocità massima allora nota, e a un decimo del costo.
La banda di frequenza fra i 57 a 64 GHz, oltre ad essere una banda libera dai costi delle licenze, offriva anche il vantaggio che la sua lunghezza d'onda millimetrica rendeva possibile l'integrazione di un elevato numero di componenti su un singolo chip e in particolare di array molto piccoli ad alto guadagno.

I 7 GHz di spettro disponibili generavano velocità dati molto elevate, fino a 5 gigabit al secondo per gli utenti in un ambiente chiuso, generalmente entro un raggio di 10 metri.
Parte della stampa iniziò a chiamare Gi-Fi il protocollo e lo standard tecnico sviluppati dall'Università di Melbourne.

Nel 2009 nacque la Wireless Gigabit Alliance, un consorzio certificato dalla Wi-Fi Alliance per promuovere la tecnologia. La Wireless Gigabit Alliance coniò il nome WiGig per non confonderne il marchio.